# 로이스 네틀턴

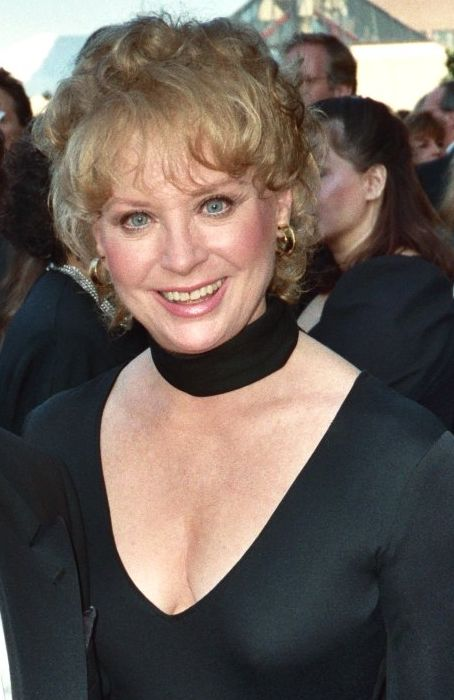

로이스 네틀턴(영어: Lois Nettleton, 1927년 8월 16일 ~ 2008년 1월 18일)은 미국의 배우이다. 프라임타임 에미상에 세 번 후보로 올랐고, 데이타임 에미상을 두 번 수상했다.
오크파크에서 태어났으며 우들랜드힐스에서 사망하였다. 사인은 폐암이다.

## 출연 작품
- The Christmas Card (2006)
- 암살 특명 (1995년)
- 미러 미러 2 (1994년)
- 베스트 리틀 호하우스 인 텍사스 (1982년)
- 버터플라이 (1982년)
- 악령의 리사 (1981년)
- 여름의 메아리 (1976년)
- 맨 인 더 글래스 부스 (1975년) - 미리엄 로즌 역
- 여감방의 비밀 (1971년)
- 원한의 총탄 (1971년)
- 적응 기간 (1962년)

### 텔레비전
- 스튜디오 원 (1949-56)
- 딜론 보안관 (1961, 1967)
- 도망자 (1964-66)
- 보난자 (1966)
- FBI (1966, 1970)
- 닥터 게논 (1970-76)
- 제6지대 (1972)
- 하와이 파이브-O (1975)
- 샌프란시스코 수사반 (1977)
- 제시카의 추리극장 (1984-91)
- In the Heat of the Night (1988-89)
- 풀 하우스 (1991)
- 사인펠드 (1994)
- 제너럴 호스피털 (1996-98)
- 프리텐더 제로드 (1999)
- 크로싱 조던 (2001)